# بدون تو (ترانه بدفینگر)
«بدون تو» تک‌آهنگی از گروه موسیقی بدفینگر در سبک پاور پاپ است که در ۹ نوامبر ۱۹۷۰ و در آلبوم نو دایس (بدون تاس) منتشر شد. این ترانه اثر پیتر هم و تام اونز است که برایشان، جایزه آیور نوولو را برای موسیقی و ترانه به ارمغان آورد. این ترانه، یکی از ترانه‌هایی است که بارها و توسط هنرمندان مختلف، بازخوانی شده است. از جمله مشهورترین هنرمندان اجراکننده این ترانه می‌توان به هری نیلسون (۱۹۷۱)، شرلی بسی (۱۹۷۲) و ماریا کری (۱۹۹۴) اشاره کرد. پل مک‌کارتنی این ترانه را «ترانه کشنده (قاتل) تمام دوران‌ها» خوانده است.
دو ترانه‌سرای این قطعه، هَم و اونز، بعدها به علت مشکلات قانونی و مالی، خودکشی کردند؛ پیتر هم، به علت مشکلات داخلی گروه و اختلاف با مدیر گروه، افسرده شد و در ۱۹۷۵ دست به خودکشی زد. در مورد اونز، اختلاف در مورد حق امتیاز این ترانه (بدون تو) منجر به خودکشی او شد. حق امتیاز این ترانه، منجر به دعوایی حقوقی شد که اونز هم در آن درگیر بود و او در ۱۹۸۳، پس از مشاجره با هم‌گروهی دیگرش، جوی مولند و بر سر حق امتیاز ترانه، خوش را حلق‌آویز کرد.
این تک‌آهنگ در چارت‌های، اسکاتلند، سوئد، اتریش، فلاندرز، سوئیس، نیوزلند، در رتبه اول و در چارت‌های استرالیا، فرانسه، نروژ، جزو ده ترانه اول قرار گرفته است.

## اجرای هری نیلسون
هری نیلسون که در آن زمان، برای همه حرف می‌زنند و ساختن وان از آلبوم شب سه سگ، مشهور بود، ترانه بدون تو بدفینگر را در یک مهمانی شنید و تصور کرد ترانه از گروه بیتل‌هاست. او پس از اینکه فهمید اشتباه کرده، تصمیم گرفت تا آن را برای آلبومش نیلسون اشمیلسون در ۱۹۷۱ بازخوانی کند. ترانه به صورت تک‌آهنگ در اکتبر ۱۹۷۱ منتشر شد و در آمریکا برای چهار هفته رتبه اول ۱۰۰ آهنگ داغ بیلبورد را در اختیار داشت (از ۱۳ فوریه تا ۱۱ مارس ۱۹۷۲.) این ترانه همین‌طور پنج هفته در صدر جدول جدول معاصر بزرگسالان قرار داشت. بیلبورد رتبه آهنگ در سال ۱۹۷۲ را چهارم اعلام کرد.
در بریتانیا، آهنگ هفته‌ها در صدر جدول تک‌آهنگ‌های بریتانیا قرار داشت که از ۱۱ مارس آغاز شد و طی آن، ۸۰۰۰۰۰ هزار نسخه از آن، به‌فروش رسید. این آهنگ همین‌طور در چند کشور دیگر بریتانیا نیز آهنگ شماره یک بود. از جمله در استرالیا (پنج هفته)، ایرلند (سه هفته) و نیوزیلند (دو هفته).
این تک‌آهنگ توسط ریچارد پری تهیه شده بود. کسی که بعدها چنین توضیح داد: «این آهنگ، محصول متفاوتی بود. تصنیف بزرگی بود با ضربی سنگین و این سبک در آهنگ بسیاری که بعدها آن را بازخوانی کردند، تکرار نشد.» نیلسون، نوازنده پیانو، جرج واتسون، کسی که با بدفینگر کار کرده بود را برای کار خودش استفاده کرد و از او چنین درخواست کرد: «همان‌طوری بنواز (پیانو) که فقط از تو برمی‌آید.» نوازندگان دیگر این قطعه، کلاوس وورمان (بیس)، جیم کلتنر (درامز) و تان پلوانیک (گیتار آکوستیک) بودند. تنظیم سازهای بادی و زهی با پل باکمستر بود. در ۱۹۷۳، نیلسون برای این اجرا، جایزه گرمی «بهترین خواننده ترانه پاپ مرد» را دریافت کرد. در حالی که نیلسون به‌ندرت کنسرت می‌داد، این آهنگ را با رینگو استار و گروهش در سزار پالاس لاس وگاس و در سپتامبر ۱۹۹۲ اجرا کرد.

### لیست آهنگ‌های آلبوم هری نیلسون
تک‌آهنگ جهانی
1. «بدون تو» – ۳:۱۷
2. «گاتا گت‌آپ» – ۲:۲۴

ای‌پی (پرتغال)
1. «بدون تو» – ۳:۱۷
2. «ترانه ماهتاب» – ۳:۱۸
3. «گاتا گت‌آپ» – ۲:۲۴
4. «پریدن در آتش» – ۳:۳۲

## اجرای ماریا کری
نسخه ماریا کری که به‌عنوان سومین تک‌آهنگ آلبوم موزیک باکس در بهار ۱۹۹۴ و در آمریکا در ۲۴ ژانویه ۱۹۹۴ منتشر شد، بیشتر براساس نسخه هری نیلسون است تا اجرای بدفینگر و تنها یک هفته پس از مرگ نیلسون بر اثر حمله قبلی در ۱۵ ژانویه ۱۹۹۴ ساخته شده‌است. این اثر همراه با تک‌آهنگ هیچ‌وقت فراموشت نمی‌کنم منتشر شده است. کری گفته است او هنگامی تصمیم به بازخوانی این ترانه گرفته که پس از مرگ نیلسون آن را در رستورانی شنیده (همین‌طور در اجرای توکیو می‌گوید از کودکی به این آهنگ گوش می‌داده) اجرای او، مناسب مخاطب عامه است و بر توانمندی اجرایی او در خواندن و صدایش، تکیه دارد. بدون تو بعدها در مجموعه‌هایی از او که در خارج از آمریکا منتشر شدند، نیز قرار گرفته است.

### نگاه منتقدان
دیوید براون از «سرگرمی هفتگی» این ترانه را «همراه با بازسازی تعدادی از حالت‌های ملودراماتیک اجرای موفق نیلسون در ۱۹۷۲» خوانده است. استفن هولدن از «رولینگ استونز» این آهنگ را «شبیه‌ترین مدعی» آهنگ‌هایی همچون همیشه عاشقت خواهم بود دانسته و اجرای کری را ستایش کرده است.

### رتبه‌بندی آهنگ
بدون تو رتبه سوم ۱۰۰ آهنگ داغ بیلبورد را به‌دست‌آورد و ۲۱ هفته در میان ۴۰ آهنگ برتر و در رتبه ۲۱ باقی ماند. همین‌طور رتبه دوم ۱۰۰ آهنگ داغ ایرپلی و ریدیو اند ریکوردز را به‌دست‌آورد. این آهنگ، درجه طلایی را از انجمن صنعت ضبط موسیقی ایالات متحده آمریکا دریافت کرد و در داخل آمریکا، ۶۰۰ هزار نسخه فروخت. در پایان سال ۱۹۹۴، این آهنگ رتبه ۱۶ را در فهرست‌های رتبه‌بندی دریافت کرد.
بدون تو در اروپا موفق‌ترین اثر کری باقی ماند. رتبه اول تک‌آهنگ‌های بریتانیا را به‌دست‌آورد و تنها اثر شماره یک کری تا زمان تک‌آهنگ «علیه همه عجایب» در سال ۲۰۰۰ باقی ماند. این اثر، یکی از دو کار کری است که در بریتانیا درجه طلایی کسب کرده و ۴۷۰ هزار نسخه فروخته است.

### لیست آهنگ‌های آلبوم ماریا کری
سی‌دی تک جهانی
1. "بدون تو" – ۳:۳۸
2. "هیچ‌وقت فراموشت نمی‌کنم " – ۳:۴۵

سی‌دی تک اروپایی شماره ۱
1. "بدون تو" – ۳:۳۸
2. "هیچ‌وقت فراموشت نمی‌کنم" – ۳:۴۵
3. "دریم‌لاور (زنده از ماریا کری این‌جاست)" – ۴:۰۹

سی‌دی تک اروپایی شماره ۲
1. «بدون تو» – ۳:۳۸
2. «ویژن آو لاو» – ۳:۲۸
3. «آن‌جا خواهم بود» (با تری لورنز) – ۴:۲۸
4. «لاو تیکز تایم» – ۳:۴۸